# Лебедин
Лебеди́н (МФА: [lebeˈd̪ɪn̪] ( прослухати)) — місто в Україні, адміністративний центр Лебединської міської громади Сумського району Сумської області. До 2020 року — районний центр. Розташоване на обох берегах річки Вільшанки, за 52 км від обласного центру (автошлях Т 1909). Населення — близько 24 тисяч осіб (2023).

## Географія
Місто Лебедин лежить на березі річки Вільшанка, яка через 7 км впадає в річку Псел, вище за течією на відстані 4,5 км розташоване село Олексенкове, нижче за течією на відстані 5 км — село Барабашівка.
На річці є кілька загат, на околиці міста є велике озеро Лебединське. Місто з усіх боків оточене лісовими масивами. Домінуючою породою є сосна.
Через місто проходять автомобільні дороги Т 1906, Т 1909 і Т 1913.

## Історія

Успенський (Вознесенський) собор. Зведений в 1772—1797 рр. Знищений більшовиками наприкінці 1930-х рр.

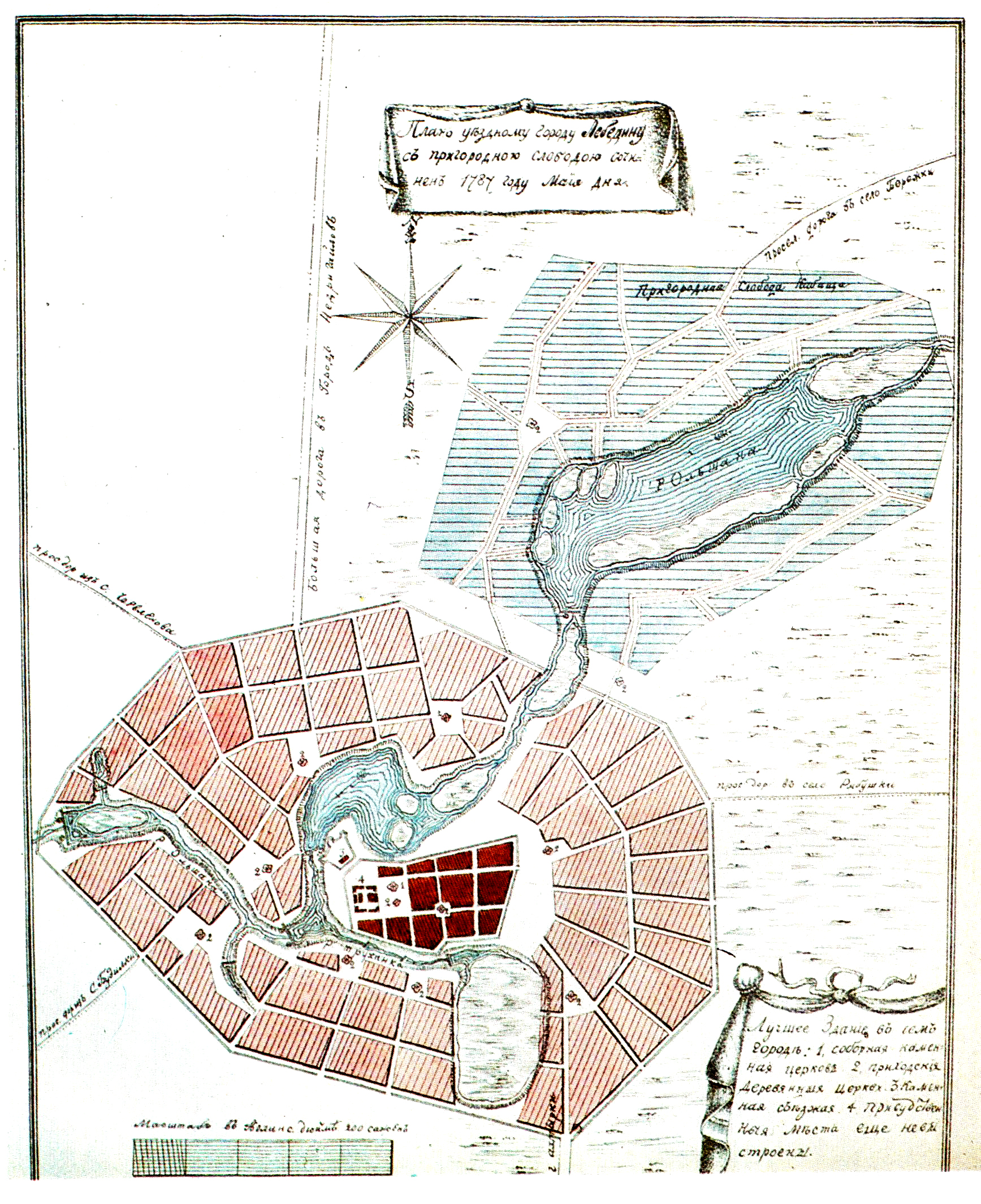
Карта Лебедина 1787

Територія міста була заселена здавна, про що свідчать знайдені тут знаряддя праці та посуд епохи бронзи (ІІ тис. до н. е.), а також рештки поселення епохи черняхівської культури (II—VI ст.). Стосовно дати заснування існує декілька версій. Найімовірніше, що переселенці з Правобережжя, які були незадоволені Білоцерківським мирним договором, заснували слободу в 1652 р. і назвали її від однойменного села на Черкащині чи Київщині, звідки вони прийшли; згідно з іншою версією, назва міста походить від назви озера Лебединого. 1658 р. населення Лебедина поповнилося новими переселенцями, слободу перебудували. Лебедин було віднесено до Сумського полку як сотенне містечко, яке з осені 1658 р. увійшло до козацького реєстру під назвою «Лебяжий город» (див. Лебединська сотня).
З Лебедином пов'язана одна з найтрагічніших сторінок історії України. У 1708 році з 20 листопада по 26 грудня в Лебедині містилася ставка Петра І, який готувався до воєнних дій проти гетьмана Івана Мазепи та його союзника — шведського короля Карла XII. Водночас тут князь Меншиков чинив суд над прихильниками Мазепи. Перед цим була стерта з лиця землі гетьманська столиця Батурин.
Після ліквідації козацького устрою Лебедин став центром комісарства, потім — центром повіту, певний час належав до складу Охтирського повіту, з 20-х років XX ст. — центр району.
1781 року затверджено герб Лебедина у вигляді щита, у верхній частині якого зображено герб Харкова, а в нижній — на золотому тлі лебедя, що символізує назву міста.
У 1782 році до мешканця Лебедина Федора Залеського приїздив Григорій Сковорода. В червні 1859 р. до Лебедина завітав Тарас Шевченко, який зупинявся у братів Максима Михайловича і Олексія Михайловича Залеських. Влітку 1893 р. в Лебедині жив С. В. Рахманінов. Тут бували вчені І. І. Срезневський, О. О. Потебня, письменники П. П. Гулак-Артемовський, Г. Ф. Квітка-Основ'яненко. За часів Гетьманату у червні 1918 в місті було засновано «Просвіту», при товаристві діяли літературно-наукова, бібліотечна та музично-драматична секції.
Під час організованого радянською владою Голодомору 1932—1933 років померло щонайменше 504 жителі міста.
Радянські війська відійшли з Лебедина 10 жовтня 1941 року, відбили місто назад — 20 серпня 1943 року.
У радянські часи в Лебедині існували Авіабаза Лебедин, 304-та військова школа молодших фахівців та 665-й ракетний полк.

## Населення

### Національний склад
Розподіл населення за національністю за даними перепису 2001 року:
| Національність  | Відсоток |
| --------------- | -------- |
| українці        | 92,88 %  |
| росіяни         | 6,27 %   |
| інші/не вказали | 0,85 %   |

### Мова
Розподіл населення за рідною мовою за даними перепису 2001 року:
| Мова            | Відсоток |
| --------------- | -------- |
| українська      | 93,30 %  |
| російська       | 6,46 %   |
| інші/не вказали | 0,24 %   |

## Промисловість
Нині в місті функціонує кілька промислових підприємств: ТОВ «Укртранспневматика», ДП «Лебединський моторобудівний завод» ВАТ «Мотор січ», ВАТ «Швейна фабрика», ВАТ «Хлібозавод», ТОВ «Лебединський Нафтомаслозавод»( [Архівовано 1 квітня 2022 у Wayback Machine.]), ТОВ «Лебединська рибоводно-меліоративна станція»( [Архівовано 2 квітня 2022 у Wayback Machine.]), ТОВ «Лебединський м'ясокомбінат».
Основна продукція, що випускається в місті, користується попитом у місцевих споживачів, у мешканців інших областей України, визнана за кордоном (технічні оливи, продукція для Укрзалізниці, чоловічі сорочки, інше).
Існує мережа малих підприємницьких структур. Ці підприємства виробляють борошно, тротуарну плитку, металеві вироби, розпилюють деревину. Частина підприємців працює у сфері послуг, у тому числі: юридичних, ремонту автомобілів, пошиття одягу та ремонту взуття, доставці товарів, обслуговуванню сигналізації, перукарських та транспортних послуг, риборозведенні, громадському харчуванні. Сьогодні в місті діє 190 підприємств торгівлі, з них — 165 магазинів.
Існують виходи мінеральних джерел. Лікувальні властивості мінеральної води типу «Миргородська» надає можливість для подальшого розвитку санаторно-курортного закладу «Токарі».

## Транспорт
У 1970-х роках у місті діяло 6 автобусних маршрутів: № 1, 3, 5, 7, 9, 12.
Нині діє 9 автобусних маршрутів: № 3, 4, 5, 8, 10/1, 10/2, 12, 13, 22. Було закуплено 2 нових комунальних автобуса. У 2014 проїзд коштував для школярів 1.50 грн і для дорослих 2.50 грн.
У 2018 проїзд коштував для школярів 4.00 грн, а для дорослих 5.00грн. У 2019 ситуація не змінилась.2020 проїзд коштує для школярів 5.00 грн, а для дорослих 6.00 грн. 2021 рік, шкільний білет коштує 6.50, а для дорослого-7грн

## Освіта
У Лебедині є 6 шкіл (ЗОШ № 1, ЗОШ № 3, ЗОШ № 4, ЗОШ № 5, ЗОШ № 6, ЛСШ № 7 [Архівовано 29 квітня 2014 у Wayback Machine.], ЗОШ-інтернат глухих, 2 коледжі (медичний та педагогічний) та Лебединське вище професійне училище лісового господарства.

## Культура
Приймають відвідувачів: краєзнавчий музей, міський художній музей, три бібліотеки, міський центр культури і дозвілля, дитяча школа мистецтв, спортивна школа, будинок дитячої та юнацької творчості, станція юних техніків та інші.
Лебединський художній музей — визначний осередок духовності і культури, стоїть біля витоків відродження духовної культури.
Народні умільці художньої самодіяльності міста та окремі виконавці прагнуть донести до глядача всю красу народної пісні, танцю. Значний внесок у пропаганду національної культури Сумщини зробили учасники самодіяльного народного ансамблю МЦКД «Лебедина пісня», хор ветеранів 43-ї ракетної дивізії, самодіяльні народні колективи — гурт «Баль», «Стріла», хореографічний колектив «Веселка» та хореографічний колектив «Соняшник».
Також в Лебедині діти прославляють своє місто співом, зразковий аматорський дитячий ансамбль "Феєрії" завжди радий новим вихованцям.Самодіяльний народний вокальний ансамбль МЦКД «Лебедина пісня» є джерелом натхнення для втілення творчих задумів. Це від них
струменить негаснуча любов до народної пісні.
Керівник хореографічного колективу «Соняшник» — Капуста Ірина Олександрівна, створює надзвичайно цікаві танцювальні композиції, добре відомі не тільки мешканцям міста, а й за його межами.
У Лебедині стало традицією проведення фестивалю української пісні «З іменем славетного земляка», присвяченого 100-річчю від дня народження Б. Р. Гмирі.

## Пам'ятники
- Торговельні ряди (1868)

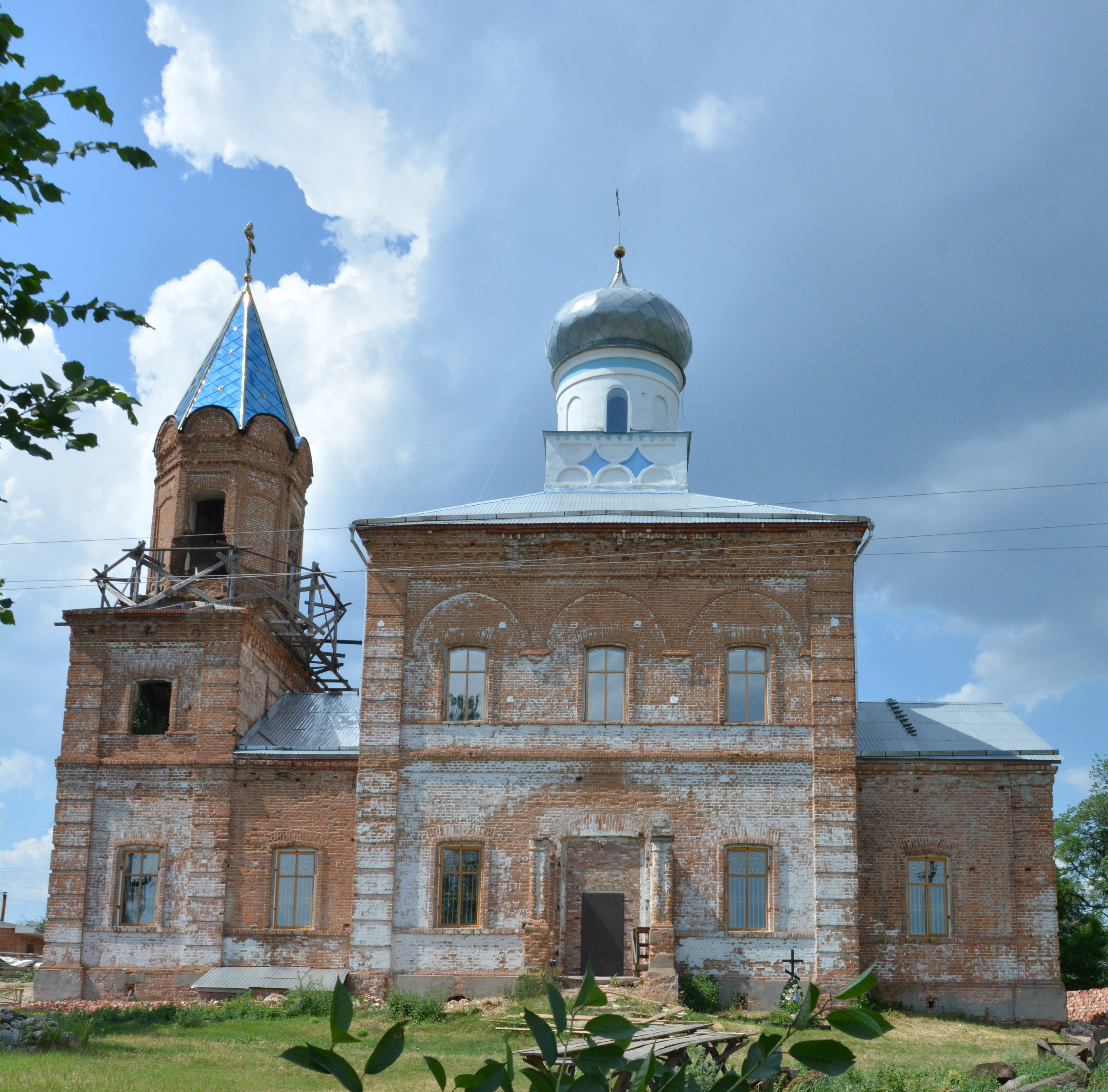
Покровська церква

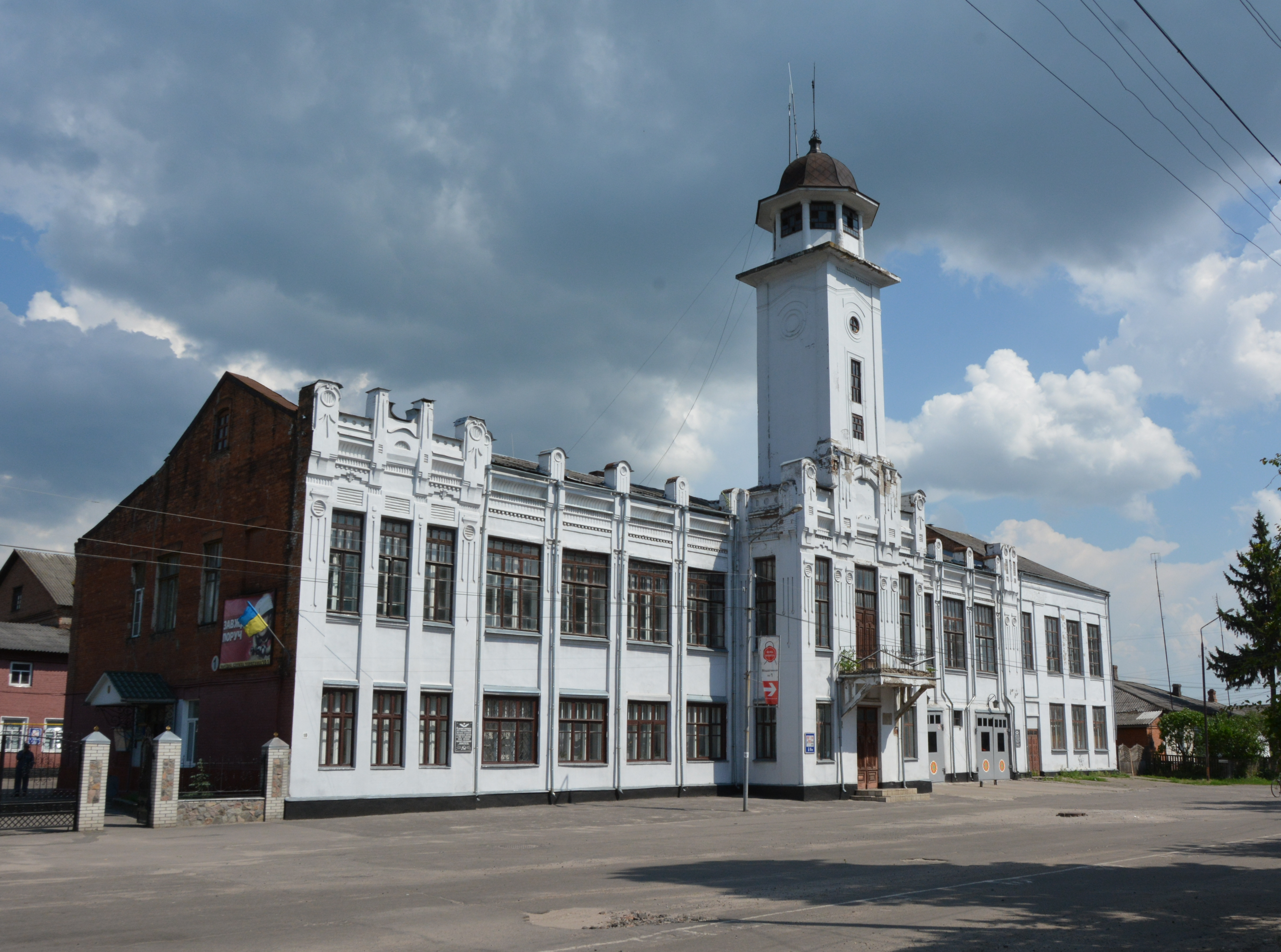
Будинок міської управи

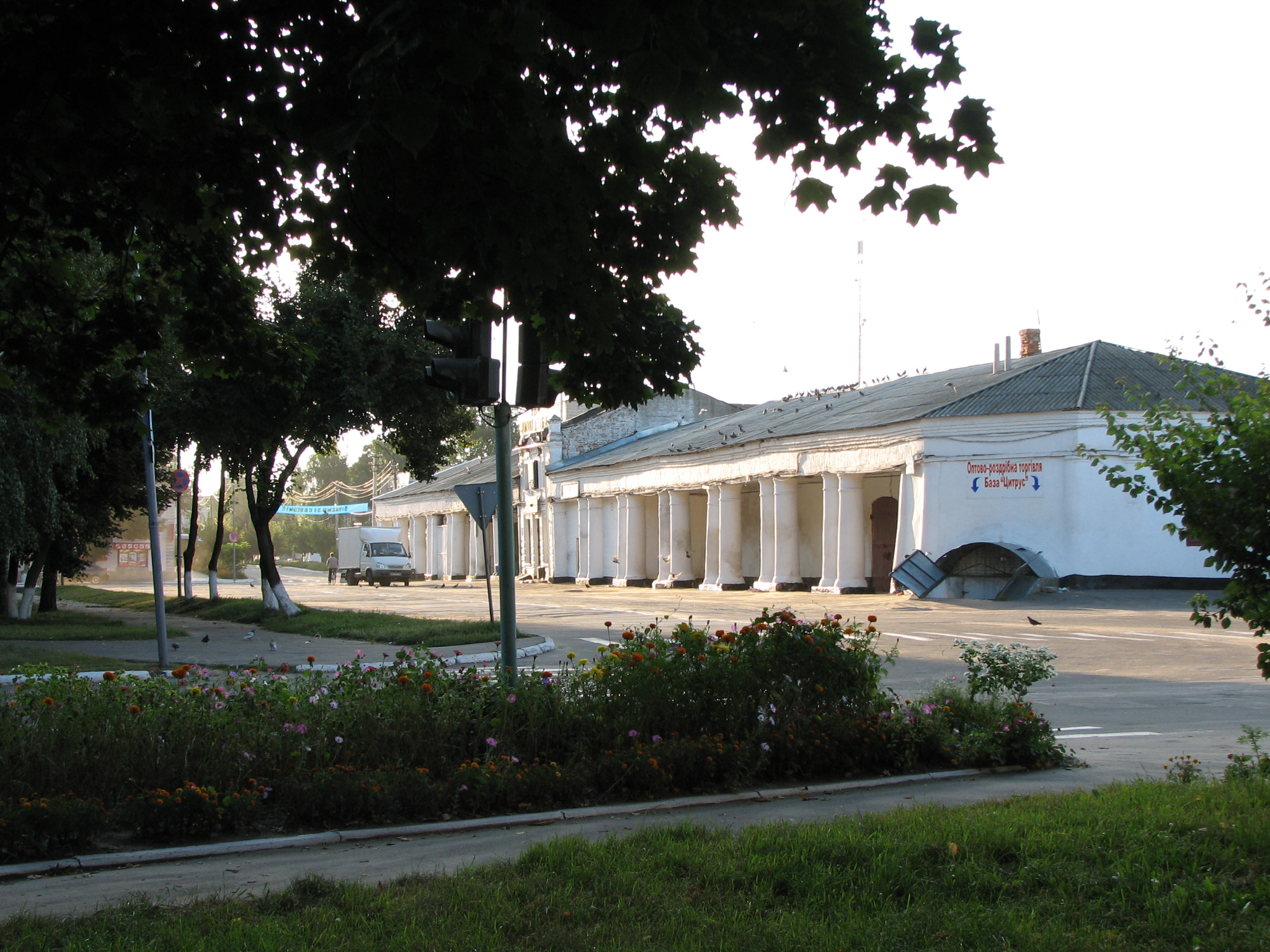
Торгові ряди

- Воскресенська церква (1769) — єдиний з п'яти дерев'яних храмів Лебедина, що зберігся дотепер. Чотири інші були знищені у 1930-ті роки в рамках кампанії по боротьбі з релігією. Воскресенська церква належить до слобідської школи народної дерев'яної архітектури України[7].
- Покровська церква (1875)
- Миколаївська церква (1914)
- Будинок міської управи (1913—1915).
- Кам'яний хрест на місці поховання 900 закатованих за наказом Петра І козаків-мазепинців (2013)[8]
- Меморіал Слави «Лебедина пісня»

## Відомі люди
У Лебедині народилися, проживали, працювали, поховані видатні діячі науки і культури, державні та військові діячі XVIII–XXI ст.:
- Артамонова Віра Климівна — лікарка, письменниця
- Басанець Олександр Дмитрович — художник
- Брисенко Богдан Миколайович (1993—2014) — молодший сержант 9-ї батареї 27-го Сумського реактивного артполку. Загинув, виконуючи військовий обов'язок із захисту суверенітету та територіальної цілісності України (Старобільськ, Луганська обл.)
- Бухарєв Владислав Вікторович — генерал-полковник, Голова Служби зовнішньої розвідки України, перший заступник Голови Служби безпеки України, народний депутат України, кандидат юридичних наук, почесний громадянин м. Лебедин
- Васильєв Михайло Калинович — інженер-дослідник цукроваріння, фольклорист й етнограф
- Гмиря Борис Романович (1903—1969) — співак
- Гордієнко Костянтин Олексійович — письменник
- Джуньковський Василь Якович (1767–1826) — український історик медицини, перекладач і бібліограф
- Зінич Михайло Федорович (1918—1984) — український педагог, заслужений вчитель УРСР
- Казаневський Володимир Адольфович — художник
- Калиниченко Григорій Миколайович — Герой Радянського Союзу[9]
- Камчатний Валерій Григорович — народний депутат України 5-го та 6-го скликань
- Клоков Михайло Васильович — доктор біологічних наук, письменник (літературне псевдо — Михайло Доленґо)
- Коваленко Ігор Миколайович (* 1977) — біолог
- Котляренко М. Р. — хімік
- Кохно Микита — церковний діяч УАПЦ
- Кричевський Федір Григорович — художник
- Кріпак Нестор Іванович — підполковник Армії УНР[10]
- Лисунов Микола Іванович — Герой Радянського Союзу[9]
- Логвиненко Микола Павлович — Герой Радянського Союзу[9]
- Ляшко Микола Миколайович — письменник
- Милостанов Микола Миколайович — хірург, доктор медичних наук, професор, художник
- Мірошниченко Ігор Михайлович — спортивний журналіст, телеведучий та політик
- Мойсеєнко (Моїсеєнков) Федір Петрович (1754—1781) — перший український мінералог
- Мордань Володимир Григорович — письменник
- Новиков В. Г. — контр-адмірал
- Петренко Михайло Миколайович — поет
- Сахно Іван Іванович (1904—1984?) — зоолог (теріолог) та еколог
- Свистунов Вадим Миколайович (1982—2015) — молодший сержант Нацгвардії, учасник російсько-української війни[11]
- Ситенко Михайло Іванович — хірург, професор, його ім'я носить Лебединське медичне училище
- Стеблянко Олександр Іванович — композитор і фольклорист
- Стешенко Іван Никифорович — співак
- Стешенко-Куфтіна Валентина Костянтинівна — піаністка
- Супрун О. П. — контр-адмірал
- Табала Сергій Олександрович — український військовик, кіборг, Герой України (посмертно)
- Таранушенко Стефан Андрійович — мистецтвознавець
- Ткаченко Борис Іванович — письменник, краєзнавець, етнограф, агроном, почесний громадянин Лебедина
- Ушкалов Віктор Федорович (22 квітня 1936 — 28 грудня 2020) — член-кореспондент Національної академії наук України, доктор технічних наук, професор, віце-президент Українського товариства інженерів-механіків
- Харченко Віктор Кіндратович — маршал

У Лебединському земському суді служив з 1849 до кінця 1862 року український поет Харківської школи романтиків, автор віршів «Дивлюсь я на небо, та й думку гадаю…», «Взяв би я бандуру…», «Ходить хвиля по Осколу…», які стали народними піснями, Михайло Петренко. Відспівували М. Петренка в Миколаївській церкві м. Лебедина, а поховали 27 грудня 1862 «на отведенном приходскомъ кладбыще», про що зроблено відповідні записи у метричній книзі цієї церкви.
У становлення охорони здоров'я людей у місті значний внесок зробив Костянтин Зільберник, якому земська управа вперше за всю історію Лебедина присвоїла звання Почесного громадянина міста Лебедина.